# Radwanice (powiat polkowicki)
Radwanice (niem. Wiesau) – wieś w Polsce położona w województwie dolnośląskim, w powiecie polkowickim, w gminie Radwanice.

## Podział administracyjny
W latach 1975–1998 miejscowość położona była w województwie legnickim.

## Demografia
Według Gminy Radwanice (31.12.2019 r.) liczyły 2017 mieszkańców. Są największą miejscowością i siedzibą gminy Radwanice.

## Zabytki
Do wojewódzkiego rejestru zabytków wpisane są:
- kościół filialny pw. Niepokalanego Poczęcia Najświętszej Marii Panny, z 1878 r.
- park dworski, z pierwszej połowy XIX w.
- dom nr 138 (dawniej nr 59)